# Quarteto em Cy
Il Quarteto em Cy è un gruppo vocale femminile brasiliano attivo dal 1963.

## Storia
Originario di Ibirataia, il nucleo del gruppo vocale era inizialmente composto dalle sorelle Cyva, Cynara, Cybele e Cylene, e il quartetto fu così battezzato da due musicisti di bossa nova della prima ora, Carlos Lyra  e Vinícius de Moraes, con cui le quattro cantanti fecero la conoscenza quando si trasferirono a Rio de Janeiro. Il loro esordio musicale risale ai primi anni sessanta, con la partecipazione alla colonna sonora, composta da Pixinguinha e da Vinícius de Moraes, del film del 1963 Sol sobre a lama; l’anno successivo il debutto pubblico in alcuni locali di Rio accanto a Vinícius de Moraes e Dorival Caymmi. Il quartetto iniziò una collaborazione artistica con diversi musicisti, fra i quali Vinícius, Dorival Caymmi, Eumir Deodato, Baden Powell e Oscar Castro-Neves, con i quali andò in tournée in Brasile e in America meridionale e che sfociò nella produzione dei loro primi lavori discografici. Dal 1966 e per i due anni successivi la formazione si presentò sui palcoscenici degli Stati Uniti partecipando a spettacoli televisivi di varietà e incidendo album, anche attraverso l’aiuto di Aloysio de Oliveira, allora sposato con Cyva. Nell’occasione, Cylene era sostituita dalla sorella Regina. Nel 1966, al ritorno dal tour nordamericano, Cynara e Cybele parteciparono in duo al II Festival Internacional da Canção con la composizione di Chico Buarque intitolata Carolina, conquistando il terzo posto. E nel 1969, Cyva e Cybele furono le coriste che accompagnarono Walter Wanderley in una sua disastrosa esibizione all’Holiday Inn di San Francisco.
Già andato incontro a qualche rimaneggiamento nella composizione, il gruppo vocale interruppe l’attività nel 1970 e due anni dopo si presentò con la formazione composta da Cyva e Cynara e con l’innesto di Sônia e Dorinha Tapajó. Il nuovo quartetto dedicò gli anni settanta alla registrazione di lavori discografici. Il ritiro di Dorinha e il subentro di Cybele resero la formazione stabile per venti anni. Il decennio successivo vide il Quarteto impegnato sul fronte delle incisioni e degli impegni canori in Giappone, in un’occasione a fianco di Carlos Lyra e Leila Pinheiro; e, nel 1981, della partecipazione a Falando de amor pra Vinícius, che commemorava il poeta da poco scomparso. Anche negli anni novanta il Giappone fu una meta delle tournée del gruppo vocale; un altro tour, nel 1992, le condusse in giro per la Spagna a celebrare i cinquecento anni dalla scoperta dell’America. Le sedute in sala di registrazione dettero luogo a una decina di album musicali.

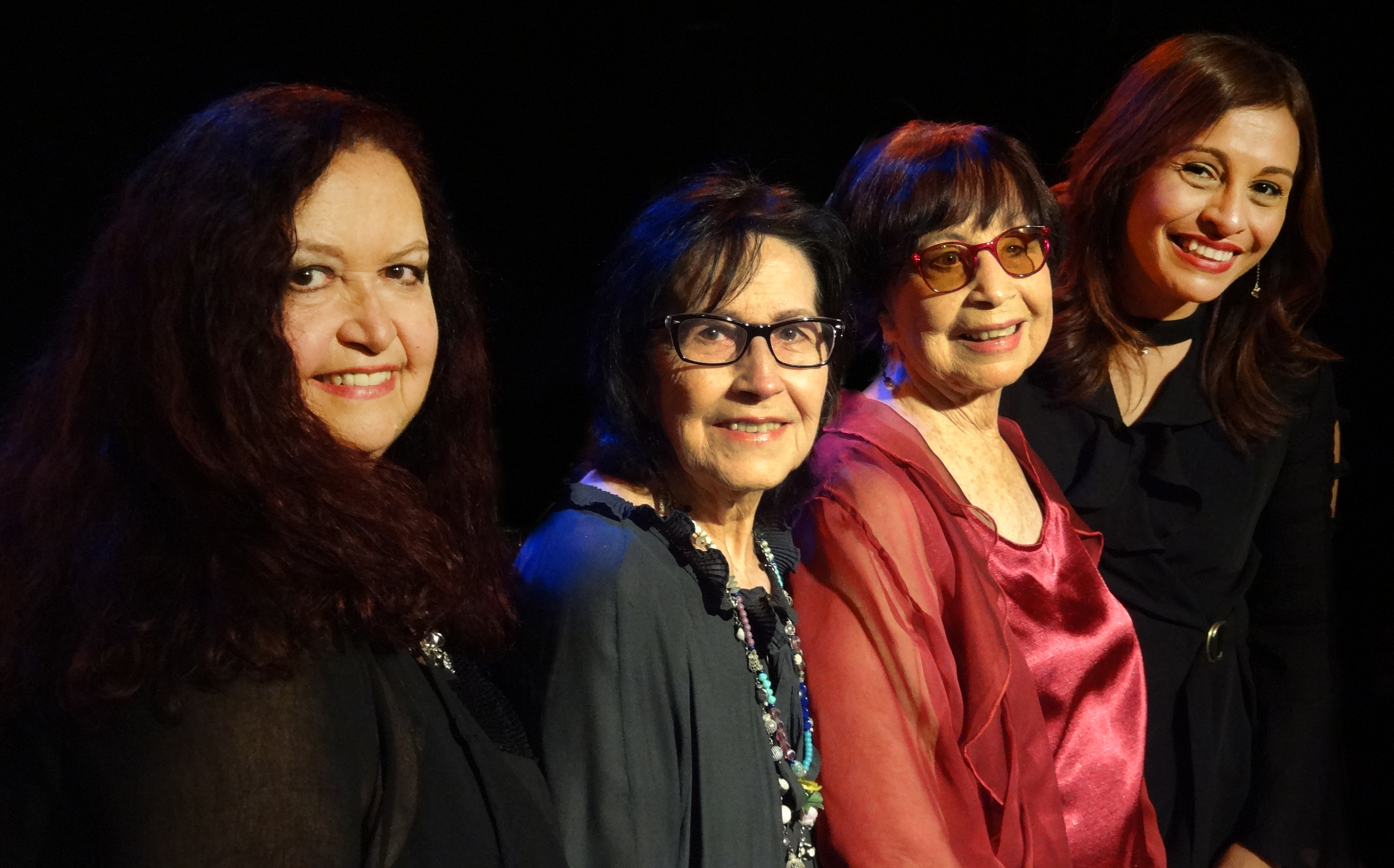
Sônia, Cynara, Cyva e Corina nel 2018

Fra i CD realizzati negli anni duemila, Hino do Fome Zero vide la collaborazione con vari artisti fra i quali Gilberto Gil. In Falando de amor pra Vinícius, la cui registrazione risale all’omonimo spettacolo dei primi anni ottanta in onore di de Moraes, appaiono brani inediti e reinterpretazioni di classici composti da Pixinguinha, Vinícius de Moraes, Tom Jobim, Toquinho, Milton Nascimento. Sono seguite altre incisioni, e nel 2012 è apparsa As meninas do Cy - Vida e Música do Quarteto em Cy, una biografia della formazione redatta da Inahiá Castro. Nel 2014 è morta Cybele a seguito di una ischemia polmonare, e questo ha portato a una riorganizzazione del gruppo canoro con l'ingresso di Keyla e di Corina al posto di Cybele e Sônia. L’anno successivo, il Quarteto em Cy, ha partecipato allo spettacolo Vinicius em Cy, o poeta do Rio e da Bossa nova celebra os 450 anos da cidade, e nel 2016 è stato inciso l’album Janelas abertas, che ha ottenuto una nomination al 28º Prêmio da Música Brasileira nella categoria Miglior Album di MPB.
Nell'aprile del 2023 è morta Cynara, per complicazioni respiratorie insorte dopo un intervento a un femore.

## Discografia
- 1964 - Quarteto em Cy
- 1965 - Quarteto em Cy
- 1965 - Marré de Cy
- 1965 - Vinicius e Caymmi no Zum Zum (con Vinícius de Moraes e Dorival Caymmi)
- 1965 - Os afro-sambas de Baden e Vinicius (con Vinícius de Moraes e Baden Powell)
- 1966 - Pardon my English
- 1967 - The Girls from Bahia
- 1968 - Revolución com Brasilia!
- 1968 - Em Cy maior
- 1972 - Quarteto em Cy
- 1975 - Antologia do samba-canção 1 e 2
- 1977 - Resistindo
- 1978 - Querelas do Brasil
- 1979 - Cobra de vidro
- 1980 - Em 1000 kilohertz
- 1981 - Quarteto em Cy interpreta Caetano, Milton, Gonzaguinha e Ivan
- 1982 - Lobos, Caymmis e Jobins
- 1983 - Ponto de luz
- 1984 - A arte do Quarteto em Cy
- 1986 - Show ao vivo com Vinicius e Toquinho (con Vinícius de Moraes e Toquinho)
- 1989 - Para fazer feliz a quem se ama
- 1991 - Chico em Cy
- 1992 - Bossa em Cy
- 1993 - Vinicius em Cy
- 1994 - Trinta anos
- 1994 - Tempo e artista
- 1996 - Brasil em Cy
- 1997 - Bate-boca
- 1998 - Amigos em Cy
- 1998 - O melhor do Quarteto em Cy
- 1999 - Gil & Caetano em Cy
- 1999 - Somos todos iguais
- 2000 - Vinicius de Moraes: A arte do encontro
- 2001 - Falando de amor pra Vinicius
- 2006 - Samba em Cy
- 2016 - Janelas abertas[4]